# 北全州站
北全州站（：／ Bukjeonju yeok */?）是位于韩国全罗北道全州市德津區的一个车站，属于北全州线。

## 历史
- 1968年9月1日 - 落成使用，名称为甘水站[1]。
- 1981年5月25日 - 改为现在名称。

## 相鄰車站
韓國鐵道公社
北全州線
東山－北全州